# Рябенко Костянтин Володимирович
Костянтин Володимирович Рябенко (26 квітня 1983) — український хокеїст, захисник. Виступає за ХК Кривбас (Кривий Ріг).
Виступав за «Крижинка» (Київ), «Сокіл-2» (Київ), ХК «Київ», «Стяуа» (Бухарест), «Крила Рад-2» (Росія), «Дніпровські вовки», КХ «Санок», «Сточньовець» (Гданськ), «Сокіл» (Київ), «АТЕК», «Беркут» (Київ).
У складі національної збірної України провів 9 матчів (1+0). У складі молодіжної збірної України учасник чемпіонатів світу 2002 (дивізіон I) і 2003 (дивізіон I).
Досягнення
- Чемпіон України (2004, 2008)
- Чемпіон Румунії (2002).